# Le Léopard des neiges
Pour plus de détails, voir Fiche technique et Distribution.
Le Léopard des neiges (en chinois : 雪豹 ; en pinyin : Xue bao ; tibétain : གངས་གཟིག) est un film dramatique tibétain, en langue tibétaine de 2023 écrit et réalisé par Pema Tseden et qui allait devenir son dernier film. Il a été présenté en première hors compétition lors de la 80e édition du Festival international du film de Venise.

## Synopsis
Le film met en scène un père et son fils qui se demandent s'ils doivent tuer le léopard des neiges descendu des montagnes dans leur village et ayant tué neuf moutons. Selon le synopsis du film : « Dans un village de montagne où vivent des léopards blancs, le film explore la symbiose entre les humains et les animaux à travers l'interaction fantastique d'un jeune moine tibétain et d'un léopard ».
Des hommes d'une chaîne de télévision en véhicule tout-terrain accueillent un moine photographe. Ils viennent filmer un léopard, fait prisonnier par des bergers qui ne peuvent l’abattre.
Le scénario de Tseden intègre la nouvelle de Jamyang Tsering, Snow Leopard Or The Last Poem.

## Distribution
- Jinpa
- Xiong Ziqi
- Tseten Tashi
- Losang Choepel
- Genden Phuntsok

## Production
Le film a été tourné entre mars et juillet 2022, dans la réserve naturelle des Sources des trois rivières, sur le plateau tibétain. C'est le dernier film de Tseden, puisqu'il est décédé quatre mois avant sa première.

## Sortie
Le film a été présenté en première mondiale hors compétition au 80e Festival international du film de Venise,. Il a également été sélectionné pour être projeté au Festival international du film de Toronto 2023.
En novembre 2023, Pema Tseden reçoit à titre posthume le prestigieux Grand Prix de Tokyo pour son dernier film. 

### Accueil critique
En France, le site Allociné donne une moyenne de 3,5⁄5, d'après l'interprétation de 12 critiques de presse.
Pema Tseden a consacré ses films à illustrer les complexités de la vie moderne dans son pays natal, le Tibet, et Snow Leopard, son dernier long métrage répond à ce critère. Le film témoigne de la capacité de Pema Tseden à mettre en scène la culture tibétaine tout en conservant une vision cinématographique universelle.